# 야마시족
야마시 족(Yamasee People)은 미국 인디언들의 다부족 집합체로 사바나 강 근처의 북부 해안이나, 이후에는 플로리다 북동부에 살았던 부족이다. 현재는 멸족되었다.

## 역사
1540년 에르난도 데 소토 원정대가 알타마하 마을을 포함한 야마시족 영역을 여행했다.
1570년, 스페인 탐험가들이 야마시 영역에 선교회를 세웠다. 야마시족은 이후 구알레 지방 선교회에 포함되었다. 1675년에 시작하여 야마시족들은 규칙적으로 구알레 지방(조지아 중앙 해안)과 모카마(오늘날의 조지아 남동부, 플로리다 북동부)의 스페인 전도소 인구기록에서 언급되었다. 야마시 족은 보통 기독교로 개종하지 않았고, 스페인령 플로리다의 개종한 인디언들과는 다소 거리를 두었다.